# Chlorophytum graniticola
Chlorophytum graniticola är en sparrisväxtart som beskrevs av Shakkie Kativu. Chlorophytum graniticola ingår i släktet ampelliljor, och familjen sparrisväxter. Inga underarter finns listade i Catalogue of Life.